# 木野まこと
木野 まこと（きの まこと）は、メディアミックス作品『美少女戦士セーラームーン』に登場する架空の人物。
初登場は原作漫画・『Crystal』第5話、実写版第6話、初代テレビアニメ第25話。DICエンターテイメントによる北米版の名前はLita Kino（リタ・キノ）。

## 人物
セーラージュピターに変身する、ボーイッシュな怪力少女。天然パーマの茶髪をポニーテールに結い上げ、薔薇のピアスとポンポンの髪留めを着用。170cm以上の身長とグラマーな体型、緑色の目を持つ。皆に「まこちゃん」と呼ばれているが、これはうさぎが名づけた愛称である。
初登場時は区立十番中学校の転校生。巨漢を一撃で倒すほど喧嘩が強く、ヤンキーのように男言葉で喋る姐御肌。十番中学の女子制服はサイズアウトしてしまい、転校前の中学の制服（長袖のカーキの編み上げセーラー）を着用する。初代テレビアニメと実写版では「愛着がある」という理由で転校前の制服を着続けている。十番高校への進学後は制服も新調した。
転校当初は「不良で乱暴者」という噂を流されていたが、実は誰よりも乙女チックな優しい性格。家事全般が得意でお嫁さん・ケーキ屋さん・花屋さんになる夢を持つ。憧れの先輩に「バカでっかい女は嫌い」とフラれた過去を持ち、生来の高い身長にコンプレックスを感じている。
手作りのお弁当を作って登校しており、うさぎたちにも手作りお菓子をご馳走する。かわいいファンシーグッズ集めが趣味で、植物（特に花や草木など）も大好き。部屋では大量の観葉植物を育てている。武闘派でスポーツにも強く、原作では天王はるかと柔道対決をしたり、初代テレビアニメではフィギュアスケートや社交ダンス、クルーザーの運転もこなす。勉強が苦手で成績はうさぎをやや上回る程度だが、家庭科の成績だけは良い。ただし初代テレビアニメ『セーラースターズ』では成績が上がり、水野亜美と補習を免れている。
両親を飛行機事故で亡くしてマンションに一人暮らしで、事故のトラウマで飛行機（特にエンジン音）が苦手。高所恐怖症という説もある。しかし初代テレビアニメにおいては飛行機を怖がる描写がなく、第188話ではアイドルグループ「スリーライツ」との夜間飛行ツアーにうさぎを除くメンバーと参加し、普通にジェット旅客機に乗っていた。
原作初期設定では「地の神ガイア」に変身する念動力者の「地野まもる」という名前で、15歳ばかりの仲間達より年上の17歳。未成年にもかかわらず煙草を吸うような不良少女だった。
うさぎのことを原作・実写（『Crystal』も）では「うさぎ」、初代テレビアニメでは「うさぎちゃん」と呼んでいる。

### プロフィール
- 年齢：14〜16歳、ラスト22歳（原作）14〜16歳（初代テレビアニメ）14歳、ラスト18歳（実写）
- 誕生日：12月5日
- 誕生石：トルコ石
- 性格：気は優しくて力持ち
- 星座：射手座（射手座の守護星は木星）
- 血液型：O型
- 好きな宝石：エメラルド
- 好きな色：シュガーピンク
- 好きな食べ物：チェリーパイ、ミートローフ
- 苦手な食べ物：なし（実写版ではじゃがいも）
- 好きな教科：家庭科
- 苦手な教科：物理
- 趣味：料理、バーゲン
- 特技：家事全般（初代テレビアニメでは乗り物の運転、フィギュアスケートも）
- 嫌いなもの：飛行機（原作。前述の通り、両親を亡くしたトラウマによる）
- 将来の夢：お嫁さん、ケーキ屋さん、花屋さん
- 経歴：？→港区立十番中学校転入→都立十番高校

### 原作漫画
男勝りでぶっきらぼうだが、気は優しい。月野うさぎや地場衛を呼び捨てし、孤児同士でもある衛に共感を持つ。失恋した先輩の名前はサザンカの花が好きだった「二梃木」。表向きの転校理由は先輩にフラれた悲しみだが、本当の理由は無意識下で前世からの運命に引き寄せられたこと。転校前は親友がおり、Act17では「その頃はまだ友情の本当の大切さが分かっておらず、何も言わずに引っ越してきてしまった」と後悔を述べている。
第2部act16によると、雷を操る影響か生まれつき「帯電体質」を持ち、あやかしの四姉妹のペッツが撒いた悪性のウイルスに罹患した時は帯電を制御できなくなった。衛の後輩・浅沼一等に想いを寄せられるが、まこと自身は慕ってくれる浅沼をかつての親友に重ねている。ペッツとの戦いで紅のルベウスに連れ去られ、暗黒惑星ネメシスの地下牢に囚われたが、セーラームーンの力によって脱出。ちびうさにつきっきりの衛の心情をセーラームーンに代弁した。
第3部では園芸部の後輩に「まこちゃん先輩」と呼ばれている。花の品種に詳しく園芸部の植物を増やし続け、妖花テルルンを購入した。デス・バスターズのカオリナイトの呪術でテルルが復活すると、無限植物園に誘われて花の香りで操られかけ、外部太陽系戦士の加勢で事なきを得る。男性体の天王はるかに空手勝負で敗れて「女だから男に勝てなくて当然と思っている」と指摘され、性別に囚われずに堂々と振る舞うはるかに憧れるようになった。
第4部では自分の店を持つ夢を叶えたばかりの新人店長に化けたデッド・ムーンのホークス・アイを「キラキラしてる」と憧れ、正体を明かしたホークス・アイに将来の夢への悩みを煽られて洗脳されかけるが、ガーディアン・ジュピターとの出会いでセーラークリスタルを手に入れてパワーアップ。洗脳を媒介するアマゾンストーンを壊してホークス・アイを倒した。
受験戦争編『まこちゃんのユーウツ!』では、受験勉強からの逃避でファンシーグッズやお菓子作りなどの趣味に没頭した。

### 初代テレビアニメ
基本的に仲間はちゃん付けで呼ぶ。弱い者いじめが大嫌いで悪人には威圧的だが、根は真面目で気を許すと素の少女らしい性格を見せる。噂によれば、喧嘩ばかりして前の学校を追い出されてしまったらしい。水野亜美と仲が良く、昼食や通学を共にしている。細やかな気遣いが得意で、普段は仲間の言葉をフォローしたり、戦闘でも先陣を切って仲間を庇いながら敵を迎え撃つ。ハイウエストのパンツやタイトスカート系の私服を好む。
極端に惚れっぽく、カッコいい男の人を見ると「失恋した先輩にそっくりだあ…」とすぐ恋に落ち、一途に尽くしてはフラれてしまう。先輩に部分的に似ているだけでも盲目になるほど夢中になるが、本人の中の先輩像がコロコロ変わるのでその実像は分からずじまいだった。フィギュアスケートや社交ダンス、クルーザーの操縦にも秀で、特にフィギュアスケートは前世が得意だったのも影響してか、第39話で軽々とプロ顔負けの技を披露して自慢の怪力で逆リフトを決めてみせた。アニメイトカセットコレクションでは目玉焼きが不得意だったが、後にテレビの某料理番組をチェックして克服している。
初登場時にはクレーンの丈を「先輩にそっくりだ」と一目惚れする。ボディーガードを名乗って後をつけ、丈を守ろうとゾイサイトと戦ったが「バカでっかい女の子、俺のタイプじゃないんだ」と振られてしまう。丈が変化した妖魔七人衆ゲーセーンとの戦いで、ルナに変身ペンをもらってセーラージュピターに変身した。先輩に声がそっくりの古幡元基に心変わりするが、元基には西村レイカという恋人がいて失恋する。その後も再アタックを表明し、ダーク・キングダムのDDガールズ戦では元基の幻を見るが『R』からは元基に特別な想いはなくなる。
うさぎをセーラー戦士のリーダーにするというルナの意見には仲間入りの直後だったので返事を保留し、友達を思ううさぎに好感を持つ。「火野レイがうさぎをいじめているのでは」と疑っていたが、レイのうさぎへの思いを知って見直した。DDガールズ戦では自爆技のシュープリーム・サンダーで二人のDDガールズを道連れにして戦死するが、最終決戦では魂となってセーラームーンに力を貸し、セーラームーンの最後の願いで記憶を消されて過去の世界に転生した。
『R』では第47話（Rの第1話）時点で既に十番中学校に在籍。『カセットコレクション3』によると、偶然会った亜美とクラウンに行っている。最初は記憶がなかったが、カーディアンにセーラームーンが倒されかけてルナに記憶を戻された。
『R』第49話では幼なじみの少年・篠崎（声 - 沼田祐介）が登場する。辛い時にいつもそばにいてくれた篠崎を「恋人よりもずっと大事かもしれない人」と言い、自分を庇って大怪我した篠崎を助けようと輸血したが、彼を遠くから見守ろうと回復を待たずに帰ってしまう。『SuperS』第137話には転校前の中学の親友・高瀬智子（声 - 根谷美智子）が登場し、仲間への呼び方と違って呼び捨てをしている。智子の小説を読んで雑誌投稿を勧め、その後人気小説家となった智子が深刻なスランプに悩んでいると知って会いに行った。
PCエンジン版では四天王のネフライトを信用してうさぎと庇い、「プリンセスだとか、四守護神だとか、知ったこっちゃないね。あたしは今のうさぎちゃんを守ってやってるんだ」と啖呵を切っている。『R』第65話や『SuperS』第154話では失恋経験と考え方の違いで愛野美奈子と対立した。『S』ではセーラームーンに厳しいウラヌスとネプチューンに敵対するが、「カッコいい女性」である天王はるかに憧れを抱き、「女の子も女の子に恋することがある」と考えるようになっていった。
『S』第105話では敵に力負けして山籠もりして修行に明け暮れ、仲間の力を借りてピンチを脱すると自ら敵に止めを刺した。『S』第106話では白樺高校の見学で陸上部のエルザ・グレイに美奈子共々「陸上向き」と評価された。『スターズ』第174話では高校の槍投げ部で豪快な槍投げを披露し、「あなたがいればインターハイ出場間違いないわ」と部長に言わしめ、強く入部を勧められた。『スターズ』第179話の大気光との会話によると、料理研究会に入部しているらしい。
『SuperS』第147話では衛の大学のダンスパーティで壁の花になってしまい、亜美にダンスを誘われ、素敵な青年紳士にもダンスを誘われて夢のような時間を過ごした。パーティーが終わった後もダンスする約束をして一晩中待ち続けたが、タイガーズ・アイに騙されたと知って失恋してしまい、自分はダンスに憧れていたのだと自己分析して吹っ切れる。
『セーラースターズ』のネヘレニア編では、ネヘレニアの幻覚にかかったうさぎを守って捕まってしまうが、落としたバラのピアスがうさぎを正気に返した。第196話ではセーラースターライツとうさぎを庇い、スターシードを抜かれて消滅したが、心を取り戻したギャラクシアにスターシードを返されて復活する。その後、同様に復活した火球王妃と共にキンモク星へ帰還するスターライツを見送る。

### 実写版
身長170センチ、9頭身のプロポーションを持つ美少女。髪型は基本的にポニーテールだが、Act.31で覚醒してからは髪を下ろすこともある。変身前はストレートヘアで、変身後にのみ薔薇のピアスとポンポン玉の髪留めをつける。
原作・初代テレビアニメに近い性格で、ぶっきらぼうで男勝りだが優しく面倒見がいい。料理が得意で可愛いグッズを好むなど、女の子らしい面も持つ。両親を亡くしたり、憧れていた先輩や友達が離れて孤独を感じている。じゃがいもが苦手。
惚れっぽい性格はあまり見られないが、好きな人に似ていたという理由で、騙されていると思いながら雨の中で待ち続けるという一途さは共通している。家庭環境に悩む仲間を見守っていたが、前世が明らかになると命を賭けて戦士の使命を果たそうと思うようになり、妖魔を道連れに自爆攻撃をしかけてヴィーナスを動揺させる。
古幡元基に好意を寄せられ、初めは興味を持たなかったが次第に意識するようになり、後に自分がセーラージュピターだということを告白する。スペシャルではフラワーデザイナーとなっており、うさぎと衛の結婚式でブーケトスを受け取った元基からプロポーズを受けた。

### ミュージカル版
バンダイ版では性格と設定は初代テレビアニメに近い。また、セーラー戦士の中でも配役の変更が多く、長身の女優が多く起用されている。

### 『Crystal』版
基本的な設定・行動は原作と同様だが、巾着袋を自分で作ったりと乙女チックな面が強調されている。失恋の理由は想いを寄せていた先輩に彼女が出来たことによるもの。実写版同様、両親を失ったことや、憧れた先輩や友達が離れてしまう孤独心をネフライトに指摘され絶望しかけるが、うさぎの言葉によって立ち直り、セーラージュピターに目覚めた。
また、ネフライトとの前世での恋仲設定が掘り下げられ、その事実を知った際に彼を倒すことを躊躇していた。

## セーラージュピター
木星を守護星に持つ雷（いかずち）と保護の戦士。バンダイミュージカルでは「愛と勇気の戦士」、実写では「雷と勇気の戦士」を自称。格闘戦を得意とするパワー系戦士で、ティアラに内蔵した避雷針のアンテナに稲妻を帯電させて操る。花と嵐の力も操るが、初代テレビアニメでは花の力は使わない。
コスチュームは緑色。パステルピンクのリボン、コンバットブーツ、変身前と同じバラのピアスとポンポンの髪留めを着用。襟のラインは3本（初代テレビアニメでは連なる2本）。実写版と原作新装版以降ではバラのポプリのチェーンベルトも装備する。
原作・『Crystal』『Eternal』
原作第三部および『Crystal』『Eternal』の決め台詞は「雷の星！木星を守護にもつ保護の戦士！セーラージュピター！」。『Crystal』『Eternal』での名乗りシーンの背景は、木星と黄色系のバラの花。緑色のオーラを身体に纏って飛行できる。
初代テレビアニメ
決め台詞は「しびれるくらい、後悔させるよ！」（『Crystal』と『Eternal』でも使用）、「木星に代わってヤキ入れてやるよ！」もあるがほとんど使われない（ネルケミュージカルでも使用）。名乗りシーンの背景は緑色のレース模様。四守護戦士でも一番の攻撃力を持つ彼女は、最も頼りになる存在。セーラーチームで唯一敵に肉弾戦を挑み、戦闘の中心的存在として描かれることも多い。アジト侵入で電撃による破壊行為を行なったが、終盤では省略された。テレビアニメ第56話の歌舞伎風の決め台詞は「持って生まれたこの力！稲妻パワーのセーラージュピター！」。
ミュージカル
バンダイミュージカルでの決め台詞は「愛と勇気の戦士、セーラージュピター！」。
実写
決め台詞は「雷（いかずち）と勇気の戦士、セーラージュピター！木星に代わっておしおきだ！」。草木の風の声を聞き、強敵にも怯まず常に戦いの先領に立つ、勇気を持つ戦士として、マーズと並ぶエース格として頭角を表す。電撃技も強いが特に肉弾戦が得意で、セーラー戦士で一番のパワーと身体能力を生かしたダイナミックな格闘技はマーズ、ヴィーナスをも上回る。長い足を生かしたハイキックは強力で、妖魔の胸板を正確に打ち抜く。
備考
木星の英語名・ジュピターの語源になったローマ神話のユピテルは雷を操るギリシャ神話のゼウスと同一人物とされ、惚れっぽい性格はゼウスの多情な性格から取られている。
太陽系最大の惑星・木星は、強い重力で天体の衝突を引き受けて他の内部太陽系惑星を保護していたと考えられ、セーラージュピターも高い身長と怪力や保護の性質を持つ戦士となっている。
雷と植物の力、薔薇のアイテムとイメージカラーの緑、第五部のジュピターオークとオーク・エボリューションは、中国五行思想の「木気」から取られた。嵐の力は木星の外観の特徴・大赤斑が木星大気圏の「台風」にあたる気象現象であることに取材された。
占星術上の木星は正義と道徳、拡大と増幅、幸運を司り、寛容な心と人生の楽しみ、人のために役立つことによる豊かさをもたらす星とされる。まことのいて座は木星の支配星である。まことの性格は占星術上の射手座O型の特徴と合う点が多く、「姉御肌」「恋愛に積極的」などが共通する。

### パワーアップ形態
スーパーセーラージュピター（原作第5部、初代テレビアニメ『SuperS』、劇場版『Eternal』）
原作ではスーパーセーラームーンの力、初代テレビアニメではペガサスの力でパワーアップした姿。最強武器「ジュピター・オークの葉の冠」を獲得し、以前の必殺技や戦闘力なども大幅強化された。
腰のリボンが伸び、ハートのブローチと肩の透明なフリルを追加。襟の白線が1本になり、初代テレビアニメではコンバットブーツのヒールが上がった。
「アニメイトカセットコレクション・R2」では料理対決で自作の目玉焼きを台無しにしたアンへの怒りから金色のオーラを発した姿がこの名前で呼ばれた。
エターナルセーラージュピター（原作第5部）
原作での最終形態。エターナルセーラームーンと同時にパワーアップした。宝石類は星型に統一。肩の透明な球体、二重スカート、白いロングブーツ、腰の紐状のリボンなど、コスチュームはエターナルセーラームーンに類似している。
プリンセス・ジュピター（原作第5部、劇場版『Eternal』）
新しい聖杯が誕生して変身した木星のプリンセスの姿。木星のセーラープリンセスの城「イオ・キャッスル」を持つ。
ピンクのバラと緑のリボンで髪を飾り、くるぶしにもバラを飾っている。緑のバラを飾ったフィッシュテールのマーメイドドレスは、花びらに似たスリットとシースルーのアンダースカート入り。

### アイテム

#### 変身アイテム
変身ペン（原作第1部、初代テレビアニメ無印、『Crystal』第1期）
ルナに授けられた最初の変身アイテム。
初代テレビアニメではキャップに守護星マークが入っている。原作では守護星マークはなく、『Crystal』では時計回りに赤・橙・青・緑の印が入る。
スターパワースティック（原作第2〜3部、初代テレビアニメ『R』中期〜『SuperS』初期、『Crystal』第2〜3期）
ルナに渡された二番目の変身アイテム。ネイルボトルをイメージした緑色のステッキ。放映当時はネイルスティックとして玩具販売された。
クリスタルチェンジロッド（初代テレビアニメ『SuperS』中期以降）
ペガサスの力でスターパワースティックが変化した、スーパーセーラージュピターの変身アイテム。けん玉に似たピンクのステッキで、守護星マークとオークの葉の冠を浮かべた緑の水晶玉（クリスタルパワーオーブ）を乗せている。
ジュピター・クリスタル（原作第4部、劇場版『Eternal』）
守護力精霊（セーラーパワーガーディアン）に授けられたジュピターのセーラークリスタル。緑色のハートの宝石で、スーパーセーラージュピターとエターナルセーラージュピターの変身アイテム。
ジュエリースターブレスレット（実写）
セーラームーンに授けられた変身アイテム。普段は銀のブレスレットで、ネオ・クイーン・セレニティの王冠に似た飾りがついている。セーラージュピターに変身するとピンクの帯型に変化し、力を使う時に緑色の宝石が光る。

#### 装備品
避雷針つきティアラ（原作、初代テレビアニメ初期、『Crystal』）
初期のティアラ。宝石の部分から避雷針（アンテナ）を伸ばし、大気中の静電気を集めて稲妻を作る。初代テレビアニメの「シュープリーム・サンダー」や、原作新装版の「ジュピター・サンダーボルト」などの雷撃を繰り出す。雷電の凄まじいエネルギーを自由にコントロールできる。
バラのピアス
変身前から愛用するシュガーピンクの薔薇のピアス。初代テレビアニメでは敵の注意を引くために投げたことがある。
バラのポプリのチェーンベルト（実写、原作新装版）
薔薇のポプリ入りのピンクのプラスチックのボールを飾っている。ヴィーナスと同様のチェーンベルトだが、武器ではなくアクセサリーとして腰に装備。
元々原作では原画集のみの着用だが、実写版で着用し、原作新装版で追加された。
緑のマニキュア
変身時につけるマニキュア（通常は手袋に隠れ見えない）。原作初期設定では自然を操って風を起こす予定だった。
通信機（原作第2部以降、初代テレビアニメ『R』・『S』）
ルナに授けられたブレスレット型通信機。カラーは緑。見た目はクリスタルスターのミニチュア版だが、幻の銀水晶の代わりに守護星マークを飾っている。「美少女戦士な通信機」の名前で玩具販売された。
ビデオ通話のように鏡部分の液晶画面で仲間と通話でき、反応があると守護星マークを光らせる。
変身携帯テレティアS（実写）
ルナに授けられたセーラー戦士専用のピンクの携帯電話。通信機兼変装アイテムで、撮影・登録した服装に一瞬で着替えることができる。

#### 武器
ジュピター・オークの葉の冠（原作第5部、『Eternal』）
スーパーセーラージュピターの専用武器。雷の力が宿るオークの葉の枝を編んだ冠で、中心に守護星マークが浮かんでいる。
セーラースタータンバリン（実写）
先端の宝石は緑。電撃技「ジュピター・サンダーボルト」を繰り出す。タンバリンを緑色に光らせて鳴らし叩くと、星のエネルギーや緑色の光の玉を連射する。
ジュピター・スピア（実写）
木星のパワーを召喚したセーラースタータンバリンが雷を纏って変化する、稲妻型の刃を持つ緑色の巨大な槍。

### 変身呪文
ジュピター・パワー！メイクアップ！（原作第2部、初代テレビアニメ無印、実写、『Crystal』）
セーラージュピターの最初の変身呪文。
原作
変身ペンを掲げて呪文を叫ぶと光に包まれる。
初代テレビアニメ
「ジュピター・パワー！」と叫んで変身ペンのキャップを光らせ、「メイクアップ！」の声でキャップの守護星マークを回転させると、ペンから噴き出した稲妻を浴びながらフィギュアスケートのように回る。稲妻が光って弾けるとコスチュームに着替え終わり、ポーズを決めて稲妻と影が背景に浮き上がる。
『Crystal』
木星のイメージの前で「ジュピター・パワー！」と叫びながら変身ペンを光らせて手放し、「メイクアップ！」の声で光のマニキュアをさして変身ペンをグイッと鷲掴みする。基本動作は初代テレビアニメと同じだが、ペンに落雷させた稲妻で変身し、赤い閃光が噴き出す演出が追加された。変身完了後は守護星マークを額に浮かべ、光のティアラをつけると薔薇のピアスを光らせ、ポーズを決めて木星が背景に浮かぶ。
実写
手のひらを伸ばすハンドサインを作り、「ジュピター・パワー！」と叫びながら両手を交差させ、ジュエリースターブレスレットを変形させてマニキュアを塗る。「メイクアップ！」の声で頭に手をかざして髪をウェーブヘアに変え、ホロスコープの前で稲妻に包まれて着替える。最後にチェーンベルトを飾るとハンドサインを額にかざしてティアラをつけ、稲妻の前でポーズを決める。
ジュピター・スターパワー！メイクアップ！（原作第2部、初代テレビアニメ『R』、『Crystal』）
スター・パワーで強化されたジュピターの変身呪文。
初代テレビアニメ
「ジュピター・スターパワー！」と叫びながら光のマニキュアを塗り、「メイクアップ！」の声で手のひらに飛んできたスターパワースティックを掴み、キャップの守護星マークを回転させる。基本動作はジュピター・パワーと同じで、ギザギザの光とレースのエフェクトの中でポーズを決めると背景に稲妻と守護星マークが浮き上がる。
『Crystal』
変身ペンをスターパワースティックに持ち替えた以外はジュピター・パワーと同じ。
ジュピター・プラネットパワー！メイクアップ！（原作第3部、『Crystal』）
プラネットパワーで強化されたジュピターの変身呪文。
原作
変身アイテムを使用せず、手を掲げながら呪文を唱えて光に包まれる。
『Crystal』
スターパワースティックを使う。初代テレビアニメのスターパワーと同じ基本動作に変更されたが、スケートリンクを滑るような演出となっている。
ジュピター・クリスタルパワー！メイクアップ！（原作第5部、初代テレビアニメ『SuperS』、『Eternal』）
クリスタルパワーで強化されたジュピターの変身呪文。
原作
エターナルセーラージュピターの変身呪文。手を掲げて呪文を叫び、胸の中のジュピター・クリスタルを光らせる。
初代テレビアニメ
スーパーセーラージュピターの変身呪文。マニキュアを塗った手でクリスタルチェンジロッドを握り、「ジュピター・クリスタルパワー！」の声でクリスタルパワーオーブをロッドに飛ばし、「メイクアップ！」の声でオーブの紋章を回転させる。基本動作はスターパワーと同じ。ポーズを決めると、背景にオークの葉の冠の紋章が浮き上がる。
『Eternal』
原作と同じ設定だが、守護星マークとオークの葉の冠を重ねた紋章に手を掲げ、顔をアップにして「メイクアップ！」と叫ぶ。基本動作はプラネットパワーから引き継がれ、ポーズを決めるとオークの葉の冠が背景に浮き上がる。

### セーラージュピターの必殺技
シュープリーム・サンダー（原作漫画、初代テレビアニメ、実写、『Crystal』全てに登場。第一部以降）
ジュピターを象徴する必殺技。原作初期・初代テレビアニメは同じ設定。
原作
初登場時は技名を付けず、「わが守護木星！嵐をおこせ！いかずちをふらせよ！」と唱え、ティアラの避雷針に帯電させた雷を解放する。
初代テレビアニメ
ティアラの避雷針を引き出し、人差し指と小指を立てた両手を交差させて「わが守護木星よ！嵐を起こせ！雲を呼べ！雷を降らせよ！」と叫ぶ。積乱雲を召喚して避雷針に雷を落とし、避雷針の中でエネルギーを増幅させた雷を解放する。
破壊力はセーラーチームでも群を抜き、初期には障害物の破壊に使われた。初登場時はうさぎに「シュークリーム・サンデー？」とボケられた。セーラーヴィーナスのクレッセント・ビームとの合体技で頻繁に用いられる。DDガールズとの戦いでは、避雷針に落とした雷を極限まで増幅して爆発させる自爆技を使用した。
劇場版『R』のカゲキ・バージョンではティアラの避雷針に数回分の電撃を貯め込み、大勢の妖魔をなぎ倒した。『S』第13話でも登場。
実写
片手側転しながら全身を帯電させ、両手から強烈な電流を発射する。Act.6では妖魔に向けて上空の雷を落とす。
戦士の力に目覚めて使用した時は、上空の雷を両手に帯電させてから発射し、巨大な放電球に敵を包み込んで消滅させた。
『Crystal』
積乱雲は召喚せずに手や指先から雷を発射する。帯電体質を使って全身から放電させることもある。
フラワー・ハリケーン（原作第1部、実写、『Crystal』）
ピンクの花びらをまとった嵐を起こし、敵の目眩ましに用いる技。
原作
花嵐を手から発射して敵の視界を奪う技。初代テレビアニメのマーキュリーの「シャボン・スプレー」のような用途。
実写
花嵐を纏わせた両手を掲げて舞うように一回転すると、左手から花嵐を発射して敵を阻害する。
ゲーム
スーパーファミコン版ゲームでは無数の花びらを舞い上げ、接近する敵を吹き飛ばす。
メガドライブ版ゲームではバラのピアスを投げ、ピンク色の竜巻を飛ばす。
『Crystal』
両手から花びらを散らし、敵の動きを封じる。また、鋭い花びらの嵐には対象を引き裂く効果もある。
ジュピター・サンダーボルト（原作新装版以降、実写、『Crystal』）
実写
セーラースタータンバリンを使ったセーラージュピターの専用技。放電させたセーラースタータンバリンを叩いて鳴らし、強力な電撃を発射する。Act.48でメタリア・エンディミオンに跳ね返されてしまう。
原作新装版・『Crystal』
ジュピターの初期技として登場。原作での発動方法と効果は「シュープリーム・サンダー」と同じ。
『Crystal』では両手に電撃を握り、集めた落雷のエネルギーを強力な雷霆に変えて投げつける。
スパークリング・ワイド・プレッシャー（原作第2部、初代テレビアニメ『R』以降、『Crystal』）
原作
ティアラの避雷針を引き出し、両手を掲げて大気中の静電気を帯電させ、雷のエネルギーに変えて解放する。
原作新装版では花びらを舞わせた電撃技として描かれた。
初代テレビアニメ
ピアスに反射した光を避雷針に放電させ、両手に閉じ込めた雷の玉を野球のアンダースローのように投げる。電撃を地面に走らせるバージョンや零距離攻撃も存在する。マーズやヴィーナスの必殺技と合体させる場合もある。また、劇場版SuperSでは野茂英雄の「トルネード投法」を模したバージョンがあった。シュープリーム・サンダーの十倍もの威力を持っている。
『Crystal』
避雷針に稲妻を帯電させてスケートのアクセル技のように高速スピンし、雷のエネルギーを両手に移して解放する。
Season IIIからはテレビアニメ版の動作をリメイクした演出に変更された。
シュープリーム・サンダー・ドラゴン（初代テレビアニメ『R』前半で1回のみ使用）
シュープリーム・サンダーの強化技。避雷針に帯電させた稲妻を巨大なドラゴンの姿に変え、敵を喰らわせて感電させる。通常のシュープリーム・サンダーよりも相手を長く感電させ、ダメージも高い。
ゲーム
スーパーファミコン版の対戦格闘ゲームでは両手から雷の竜の頭を発射し、相手を痺れさせてダメージを与える。
ジュピター・ココナッツ・サイクロン（原作第3部、初代テレビアニメ『S』OP、『Crystal』第3期）
原作
プラネットパワーで獲得した技。ティアラの避雷針を伸ばして両手を掲げ、全身から稲妻のオーラを放つ。
原作第13巻番外編ではエネルギーのオーラを左手から飛ばす技として登場。
初代テレビアニメ
『S』のOPにのみ登場し、本編未使用。雷の力を込めた右手のひらから花嵐と稲妻をまとった緑色の高出力ビームを撃ち放つ。
ゲーム
スーパーファミコン版の対戦格闘ゲームでは両手を上げて跳び上がり、避雷針に雷の玉を貯めて地面に投げ、電撃の柱を作り出す。
『ANOTHER STORY』では複数の敵を倒すのに有効。
『Crystal』
ティアラの避雷針を帯電させ、雷の玉を両手で頭上に持ち上げ高速スピンさせながら塵旋風を起こし、塵旋風をまとった大きな雷の玉を両手に掴んで野球ボールのように投げつけると、雷の玉が転がりながら敵にぶつかる。
ミュージカル
『美少女戦士セーラームーン -Amour Eternal-』では大きなエネルギーボールを敵に向けて投げつけた後、渦巻の旋回のように散開するエフェクトが見られる。
ジュピター・オーク・エボリューション（原作第5部、初代テレビアニメ『SuperS』、劇場版『Eternal』）
原作
雷電の象徴「オークの葉の冠」で強化された雷撃技。
初代テレビアニメ
右手のひらに浮かべたジュピターの紋章から、葉脈状の稲妻を取り出して避雷針の光線と舞い散る木の葉に変え、スケートのアクセル技のように高速スピンしながら、避雷針の光線を凝縮して無数の木の葉型の光弾にしてまき散らす。広範囲に分散する代わりに攻撃力は従来技から劣る。木の葉の光には幻惑効果もあり、敵の目を眩ませる。
『Eternal』
初代テレビアニメ版の演出と原作の設定が混ざり、避雷針を使わずに胸のジュピター・クリスタルを光らせ、頭に戴いた「オークの葉」の冠が光り身体を高速スピンさせ、オークの葉の冠から木の葉をまき散らして大量の光の玉を飛ばす。
ゲーム
スーパーファミコン版の対戦格闘ゲームでは両腕を高く掲げ、多数のオークの葉を纏いながらスピンしてオークの葉を雷の弾（セガサターン版は光の玉）に変えて放ち、命中した相手を痺れさせる。
スーパー・シュープリーム・サンダー（初代テレビアニメ『SuperS』で1回のみ使用）
シュープリーム・サンダーの強化技。大気中の静電気を一点集中させ、強力な轟雷に変えて発射する。拡散的に電撃が伝播し、敵と敵の攻撃を一斉に撃破した。
自爆（実写のみ。名称不明）
雷雲を召喚してその落雷のエネルギーを身体に集め、敵を掴みながら巨大な放電球を生み出し、敵とともに爆発・消滅する。
ライトニング・ナックル（メガドライブ版ゲームのみ）
雷光を纏った拳で地面に強烈な一撃を叩き込む。その衝撃で敵を吹き飛ばす。
ライトニング・ストライク（ゲームのみ）
全身を帯電させてパンチのように高速で突進する超必殺技。出る前の隙が大きい。
ジュピター・ダブル・アクセル（ゲームのみ）
全ての対戦格闘ゲームに登場する技。アクセルの姿勢で脚を上げながら高速でスピンし、相手を蹴りつける。出だしに無敵時間があり、飛び道具をすり抜けながら攻撃することが可能。
ジャイアント・スイング（ゲームのみ）
相手の両足を掴んで振り回し、放り投げるプロレス技。
ジュピター・キック（アーケードゲームのみ）
初代テレビアニメ版オリジナルの新規アニメーションであり、ライダーキックを繰り出す技。
スープレックス（アーケードゲームのみ）
初代テレビアニメ版オリジナルの新規アニメーションであり、両腕に重い物を持ち上げる。
サンダー・ストーム（3DOゲームのみ）
全身を帯電させた状態でジャンプしながら膝蹴りを繰り出す技。
ダブル・アクセル（3DOゲームより）
ジュピター・ダブル・アクセルと同じ技である。
パワーボム（ゲームのみ）
対戦格闘ゲームに登場する技で空中可能。

## キャスト
声優
- 篠原恵美（初代テレビアニメ版）
- 小清水亜美（Crystalシリーズ）

女優
- 安座間美優（実写ドラマ版）
- かのこ（バンダイミュージカル版・初代）
- 佐田真理恵（バンダイミュージカル版・2代目）
- 叶野喜和子 （バンダイミュージカル版・3代目）
- 佐藤恵美香（バンダイミュージカル版・4代目）
- 利根川朱里（バンダイミュージカル版・5代目）
- 大山千穂（バンダイミュージカル版・6代目）
- 栗山絵美（バンダイミュージカル版・7代目）
- 林百合子（バンダイミュージカル版・8代目）
- 杉本文乃（バンダイミュージカル版・9代目）
- 坂田香里（バンダイミュージカル版・10代目）
- 渡辺舞(バンダイミュージカル版・11代目）
- 高橋ユウ（ネルケミュージカル版・12代目）
- 楓（ネルケミュージカル版・13代目）
- 能條愛未（乃木坂46ミュージカル版・Team MOON）
- 梅澤美波（乃木坂46ミュージカル版・Team STAR）※Team MOONとのダブルキャスト
- 尾花貴絵 / 松崎カンナ / 山崎紫生（THE SUPER LIVE）※トリプルキャスト
- 伊田麻友香 / 尾崎礼香（ショーレストラン SHINING MOON TOKYO）※ダブルキャスト
- 伊藤純奈（乃木坂46ミュージカル版・2019版）